# Surinaamse Badminton Bond
De Surinaamse Badminton Bond (SBB) is de officiële sportbond voor badminton in Suriname. De bond is gevestigd in Paramaribo en is lid van het Surinaams Olympisch Comité. De Surinaamse Badminton Bond was in 1972 samen met de overkoepelde badminton organisaties van Jamaica, Trinidad & Tobago en Guyana oprichter van de CAREBACO (Caribbean Regional Badminton Confederation). In 1976 was de SBB een van de oprichters van Badminton Pan Am, de Amerikaanse tak van de Badminton World Federation.
Badminton deed aan het begin van de jaren 1950 zijn intrede in Suriname door met name personen die werkten aan het Lelydorpplan. Door de splitsing en overplaatsing van badmintonners, ontstonden er verenigingen in Groningen en Paramaribo. Daarnaast richtte sergeant Gerard Boijmans de Militaire Badminton Vereniging op.
Op 16 november 1958 was pionier Gerard Boijmans ook de oprichter en eerste voorzitter van de Surinaamse Badminton Bond. Andere bestuursleden waren ondervoorzitter Hedges Abrahams, secretaris Daisey Bendter, penningmeester René Fernandes en commissaris H.Stoutenburg. Suriname kende in deze tijd inmiddels vijftien badmintonverenigingen. In december van hetzelfde jaar werd ook de eerste competitie gespeeld. Hierna volgden diverse andere besturen. Boijmans werd erelid van de Surinaamse Badminton Bond en er is een jaarlijks terugkerend badminton toernooi naar hem vernoemd.
Bondsvoorzitters van de Surinaamse Badminton Bond:
- Dhr. Gerard Boijmans
- Dhr. R. Monpellier
- Dhr. Ro Pocorni
- Dhr. M.Tjon Jaw Chong
- Dhr. Henk Illes
- Dr. Baltus F.J. Oostburg
- Dhr. Kenneth van Leeuwaarden
- Dhr. Ray Wimpel
- Dhr. John Berkleef
- Dhr. Stanley Mook
- Dhr. Willem Lalbiharie
- Dhr. Pahladsingh
- Dhr. Mike van Daal
- Dhr. Neville Veira
- Dhr. Ansjari Somedjo
- Mevr. Rinia Haijnes
- Dhr. Aubrey Nai Chung Tong
- Dhr. Redon Coulor
- Mevr. Charlene Soerodimedjo
- Dhr. Dino Kappel
- Dhr. Marco Ligtvoet

## Clubs
In de hoogtijdagen van de S.B.B. waren er zo'n 15 a 16 verenigingen lid van de Surinaamse Badminton Bond. Heden ten dage zijn er acht S.B.B. lid verenigingen: BC Clear Shot (CS), Kong Ngie Tong Sang BC (KNTS), BC Lelydorp (BCL), Sport Instituut Golden Eagles (SIGE), BC Perfect Flying Feathers (PFF), BC Tan Na Fesi (TNF), Badminton afdeling Sociaal Culturele Vereniging Uitvlugt (SCVU) en BC The Dynamic Smashers (TDS) uit district Nickerie. Er zijn daarnaast nog enkele recreatieve badminton clubs in Suriname zoals Amigos, Zwakstroom, Just For Fun en Chin & Friends die niet officieel aangesloten zijn bij de S.B.B..

## Zie
- Badminton in Suriname